# SPI Välfärden
SPI – Välfärden, tidigare SPI – Sveriges pensionärers intresseparti, är ett svenskt politiskt parti. Det grundades i Malmö 1987 och har tidigare främst riktat sig till pensionärer och funktionshindrade.[källa behövs]
I och med namnändringen till SPI Välfärden i maj 2013 breddade partiet sig politiskt och riktar sig sedan dess till alla åldrar, under parollen "Alla är vi blivande pensionärer, om vi får behålla livet".[källa behövs] Pensionernas utveckling är ett viktigt inslag i partiets politik.[källa behövs]
Partiet betecknar sig som ”tvärpolitiskt” och anser sig stå utanför höger-vänster-skalan. Partiet hade under mandatperioden 2018−2022 inga mandat i vare sig riksdagen eller något regionfullmäktige, men hade 3 mandat i kommunfullmäktige i Hörby kommun. Partiet fick sina bästa resultat i valen 1998, 2002 och 2006 då de hade cirka 50–70 kommunala mandat och 2–4 mandat i landstingsfullmäktige i Halland.

## Historia
Partiet bildades 1987 i Malmö och har varit registrerat för riksdagsval sedan 1991 och kyrkoval sedan 2005 under beteckningen ”SPI Seniorpartiet”.[källa behövs]
Under de första åren genomfördes sammanslagningar mellan SPI och andra regionalt baserade pensionärspartier.[källa behövs]
Under ledning av partiledaren Brynolf Wendt, tidigare åklagare och känd från TV-programmet Efterlyst, nådde partiet 1998 sitt bästa valresultat i ett riksdagsval. SPI fick 1,0 procent av rösterna och blev största parti utanför riksdagen.
På partistämman i Nässjö oktober 2003 rådde enighet om att partiet inte längre skulle inrikta sig enbart på pensionärer[källa behövs]. Partiet bestämde sig för att byta namn och arbete pågick sedan för att externrekrytera en ny partiledare som skulle leda partiet parallellt med partiordföranden[källa behövs]. Vid stämman 2004 beslöts om namnbyte till SPI Seniorpartiet för att bryta identiteten av renodlat pensionärsparti.[källa behövs] Namnet kunde dock inte registreras eftersom en falang redan registrerat namnet Seniorpartiet hos Valmyndigheten.[källa behövs]
Årsskiftet 2003/2004 hamnade partiet i blickfånget sedan de två före detta Sverigedemokraterna Tommy Funebo och Göran Hagberg ansökt om medlemskap i SPI men nekats det. Anledningen till deras ansökan om medlemskap tycks ha varit att partiet då hade aviserat vissa planer på att anta nytt partiprogram hösten 2004 med krav på åtstramningar inom invandringspolitiken.[källa behövs] Ett nytt partiprogram antogs efter diskussioner vid stämman Jönköping 11 september 2004 varvid den då tillförordnade partiordföranden Åke Söderlind byttes ut mot Skånefalangens Jan Steimer.[källa behövs]
Partistämman hösten 2005 beslöt återta det tidigare namnet SPI Sveriges pensionärers intresseparti. Till ny partiledare valdes Brynolf Wendt.
Tidskriften Expo utmålade i sitt andra nummer 2005 SPI som ett svårt splittrat parti med vissa främlingsfientliga tendenser.[källa behövs]
Partiet ställde i kyrkovalet 2005 för första gången upp i Svenska kyrkans val.[källa behövs] I kyrkovalet var partiet alltjämt registrerat under det gamla namnet.[källa behövs]
I samtliga elva kommunfullmäktige där SPI ingick i majoritet efter valet 2006 (Halmstads kommun, Haninge kommun, Höörs kommun, Lomma kommun, Mjölby kommun, Motala kommun, Rättviks kommun, Sjöbo kommun, Varbergs kommun, Ängelholms kommun och Örkelljunga kommun) samarbetade de med de borgerliga partierna.[källa behövs]
Riksdagsmannen Göran Thingwall lämnade i januari 2010 Moderata samlingspartiet och gick över till SPI.
I riksdagsvalet 2010 fick man 0,19 procent av rösterna och blev det tredje största partiet utanför riksdagen, efter Feministiskt initiativ och före Landsbygdsdemokraterna. 2014 blev andelen 0,05 procent.
Partiet försökte under 2015 att byta namn till Sverigepartiet i Välfärden.[källa behövs] Enligt partiet hade beslutet om namnbytet fattats vid ett styrelsemöte 8–9 maj 2015, som kort därefter skickade in en begäran till Valmyndigheten att registrera den nya partibeteckningen, och samtidigt avregistrera namnet SPI Välfärden. [källa behövs] Valmyndigheten beslutade först att godkänna namnändringen, men beslutet överklagades därefter av ordföranden för SPI Välfärden i Höör. [källa behövs]Som anledning till överklagandet gavs att det saknades ett justerat stämmoprotokoll med beslutet om namnändringen. Partiledaren för SPI Välfärden angav att det bifogade stämmoprotokollet är ofullständigt eftersom en av justerarna inte hade undertecknat det. Valprövningsnämnden beslutade att bifalla överklagan om namnändringen, och med andra ord underkänna namnbytet. 
I december 2017 beskrevs SPI Välfärdens framtid som osäker på partiets hemsida. I valet 2018 ställde partiet inte upp med några kandidater på riksnivå och erhöll inte en enda röst. I kommunvalet erhöll partiet 3 mandat i Hörby kommun. Även i valet 2022 erhöll partiet inte en enda röst och tappade 2 mandat i Hörby kommun.

## Politik
Partiet betecknar sig som tvärpolitiskt.[källa behövs] Man tar ställning från fråga till fråga i enlighet med vad som är bäst för partiets kärnväljare, främst alla typer av pensionärer samt funktionshindrade.[källa behövs] Partiets förslag till förbättringar har tidigare varit tänkta att finansieras genom minskat bistånd till vissa utvecklingsländer.
En person som fanns i partistyrelsen (2003) var Göran Clevensjö som var chefredaktör för tidningen NyDemokraten under ett år vid 1990-talets mitt.[källa behövs] Denne avgick dock redan före partistämman 2004 i protest mot vad han ansåg vara toppstyrning och mygel.[källa behövs]

## Partiordförande och -ledare
- 27 september 1996– 22 november 1997 Arne Thorén.
- 22 november 1997–1999 Brynolf Wendt, var återstoden av mandatperioden ledamot i Hallands läns landstingsfullmäktige såsom politisk vilde
- 1999–2002 Kerstin Koistinen, avgick veckan efter valet tillsammans med hela partipresidiet.
- 2002–2003 Bernt Christensson, tillförordnad.
- I oktober 2003 valdes Nils-Olof Andersson, men avgick i december på grund av sjukdom.
- 2003–2004 Åke Söderlind, tidigare TV-chef i Umeå.
- 2004–2006 Jan Steimer, partiordförande, från 2005 partiledare tillsammans med Brynolf Wendt – båda avgick efter partiets nedgång i valet 2006.
- 2006 (september–december) Barbro Enqvist, partiordförande.
- December 2006–1 juni 2007 Leif Ekström, partiordförande – Wendt fortsatte att vara partiledare.
- 2007 (fr.o.m. 2 juni) Pelle Höglund i Torekov, partiordförande på ett år medan posten som partiledare lämnades vakant sedan Wendt avböjt omval.
- I september 2008 valdes Pelle Höglund på extra stämma till partiledare och omväljs samtidigt som partiordförande på ett år.
- I juni 2009 valdes Leif Ekström, Mjölby, åter till partiordförande på partiets ordinarie stämma för en tid av två år, medan posten som partiledare lämnas vakant av stämman.
- I maj 2011 valdes Ingeborg Oléni till partiordförande.
- i maj 2013 valdes Göran Dandelo, Kristianstad till partiledare. Partiet bytte också namn till SPI Välfärden, med uttalade mål att bredda partiets politik och göra dess framtoning tydligare i större väljargrupper. Fokus på pensionerna och pensionernas utveckling har fortfarande en viktig roll i partiets politik. [18]
- I december 2017 avgick Göran Dandelo som partiledare och efterträddes av Bo Fridolph. Bo Fridolph avled i cancer i augusti 2020[19].

## Valresultat
- 1991: ? röster i riksdagsvalet och 3 kommunala mandat
- 1994: 2 777 röster (0,05 %) i riksdagsvalet och 4 kommunala mandat
- 1998: 52 869 röster (1,0 %) i riksdagsvalet, 4 landstingsfullmäktigemandat och 62 kommunala mandat
- 2002: 37 573 röster (0,71 %) i riksdagsvalet, 3 landstingsfullmäktigemandat och 73 kommunala mandat
- Kyrkovalet 2005: 0,6 procent av rösterna gav ett mandat till kyrkomötet.
- 2006: 28 806 röster (0,52 %) i riksdagsvalet, 2 landstingsfullmäktigemandat och 52 kommunala mandat
- Kyrkovalet 2009: Partiet behöll sitt mandat i kyrkomötet.
- 2010: 11 078 röster (0,19 %) i riksdagsvalet och 27 kommunala mandat
- Kyrkovalet 2013: Partiet tappade sitt mandat i kyrkomötet.
- 2014: 3369 röster (0,05 %) i riksdagsvalet och 16 kommunala mandat
- 2018: 0 röster (0,00 %) i riksdagsvalet och 3 kommunala mandat
- 2022: 0 röster (0,00 %) i riksdagsvalet och 328 röster i kommunalvalet i Hörby kommun vilket där var 3,24 % och gav 1 mandat.[20]